# Nút giao thông Banpo
Nút giao thông Gangdong (Tiếng Hàn: 반포 나들목, 반포IC) còn được gọi là Banpo IC là nút giao thông của Đường cao tốc đô thị Gyeongbu và trước đây là giao lộ số 51 của Đường cao tốc Gyeongbu. Vào ngày 5 tháng 12 năm 2002, việc chỉ định đường cao tốc đã được dỡ bỏ do đoạn Đường cao tốc Gyeongbu bị rút ngắn. Ga Sapyeong nằm gần nút giao thông.
Các tuyến xe buýt tốc hành khởi hành từ Bến xe buýt tốc hành Seoul sử dụng nút giao này theo cả hai hướng và xe buýt đi đến Central City chỉ thoát qua nút giao này khi vào Central City. Vì vậy, đây là một trong những khu vực thường xuyên xảy ra ùn tắc.

## Lịch sử
- 21 tháng 12 năm 1968: Việc kinh doanh bắt đầu sau khi khai trương đoạn Seoul ~ Suwon của Đường cao tốc Gyeongbu[1]
- 5 tháng 12 năm 2002: Đoạn Nút giao thông Yangjae ~ Cầu Hannam của Đường cao tốc Gyeongbu được rút ngắn và tên gọi đường cao tốc được dỡ bỏ[2]

## Thông tin cấu trúc
- Vị trí: Banpo-dong, Seocho-gu, Seoul

## Lối vào nút giao thông
- Sapyeong-daero